# Premančan
Premančan – wieś w Słowenii, w gminie miejskiej Koper. 1 stycznia 2018 liczyła 142 mieszkańców.